# Posoqueria calantha
Posoqueria calantha là một loài thực vật có hoa trong họ Thiến thảo. Loài này được Barb.Rodr. miêu tả khoa học đầu tiên năm 1896.